# Miku Itō
Miku Itō (伊藤 美来 Itō Miku?, 12 de octubre de 1996) es una seiyū y cantante japonesa afiliada a Style Cube. Sus principales papeles de voz incluyen a Nanako Usami en Futsū no Joshikōsei ga Locodol Yattemita, Ann Akagi en Action Heroine Cheer Fruits , Kokoro Tsurumaki en BanG Dream!, y Miku Nakano en Go-Tōbun no Hanayome.
Se incorporó a StylipS el 28 de abril de 2013 junto con el cliente de Style Cube Kenshuusei, Moe Toyota. También es miembro de Pyxis con Toyota. Los pasatiempos y preferencias de Itō están relacionados con Super Sentai y Kamen Rider.

## Filmografía

### Series de televisión de anime

#### 2013
- Kitakubu Katsudō Kiroku  - Shieru Akabane
- Sekai de Ichiban Tsuyoku Naritai! - Yuho Mochizuki

#### 2014
- Futsū no Joshikōsei ga Locodol Yattemita - Nanako Usami[5]
- Mangaka-san to Assistant-san to - Suino Sahoto[6]

#### 2015
- Ani Tore! EX - Asami Hoshi
- Million Doll - Mariko
- ¡Re-Kan! - Narumi Inoue
- Yurikuma Arashi - Katyusha Akae

#### 2016
- Anitore! XX - Asami Hoshi
- Handa-kun - Maiko Mori
- Mahō Shōjo Nante Mō Ii Desu Kara - Mafuyu Shinogi

#### 2017
- Action Heroine Cheer Fruits - Ann Akagi
- Busō Shōjo Machiavellism - Nono Mozunono
- Chain Chronicle ~Light of Haecceitas~ - Lilith

#### 2018
- BanG Dream! Girls Band Party! ☆ Pico - Kokoro Tsurumaki[7]

#### 2019
- BanG Dream! 2da temporada - Kokoro Tsurumaki[8]
- Ueno-san wa Bukiyō - Yomogi Tanaka[9]
- Hulaing Babies - Miku[10]
- Go-Tōbun no Hanayome - Miku Nakano[11]

#### 2020
- Adachi to Shimamura - Hougetsu Shimamura[12]
- Assault Lily - Yuri Hitotsuyanagi[13]
- BanG Dream! Tercera temporada - Kokoro Tsurumaki
- BanG Dream! Girls Band Party! ☆ Pico ~Ohmori~ - Kokoro Tsurumaki[7]
- Gleipnir - Nana Mifune[14]
- Hulaing Babies☆Petit - Miku
- Nekopara - Arce[15]
- Princess Connect! Re:Dive - Kokkoro/Kokoro Natsume[16]

#### 2021
- Shiroi Suna no Aquatope - Kukuru Misakino[17]
- Isekai Maou to Shoukan Shoujo no Dorei Majutsu Ω - Lumachina Weselia[18]
- Tatoeba Last Dungeon Mae no Mura no Shōnen ga Joban no Machi de Kurasu Yō na Monogatari - Phyllo[19]
- Go-Tōbun no Hanayome ∬ - Miku Nakano
- Takt op. - Titan[20]

### Películas de anime
- The iDOLM@STER Movie: Kagayaki no Mukougawa e! (2014) - Yuriko Nanao
- Mazinger Z: Infinity (2018)[21] en versión teatral
- Go-Tōbun no Hanayome the Movie (2022) - Miku Nakano

### OVA
- Futsū no Joshikōsei ga Locodol Yattemita (OVA 1, 2014; OVA 2, 2015; OVA 3, 2016) - Nanako Usami[22][23][24]
- Fragtime (2019) - Misuzu Moritani[25]

### Videojuegos

#### 2013
- The Idolmaster: Million Live! - Yuriko Nanao[26]
- Girl Friend Beta - Kei Asami[27]

#### 2014
- Mikomori - Yukari Tsukino

#### 2015
- Kaden Shojo - Kozue,[28] Shizuku, Chino, Madoka[29] (el juego cesó sus servicios el 31 de marzo de 2016)[30]
- Quiz RPG: The World of Mystic Wiz - Tomi Kotobuki
- Xuccess Heaven - Suzu[31]
- White Cat Project - Chocolat[32]
- Shingun Destroy! - Yuriko Nanao
- Schoolgirl Strikers - Chika Wakatsuki
- Nekosaba - Kaito Niyaito, Blau[33]
- Yome Collection - Narumi Inoue, ella misma[34]

#### 2016
- Alternative Girls - Nono Asahina[35][36]
- Shooting Girls - Kiriko Sakaki[37]
- Friends of Leirya - Kaitō nyaito[38]
- Riku ☆ Grandpa - Colección de 74 tanques, obús de 155 mm[39]

#### 2017
- Lala Maji: Honha Lara MAGIC - Minami Sakura[40]
- BanG Dream! Girls Band Party! - Tsurumaki Kokoro[41]
- Endride - X fragments - Lieber[42]
- The Idolmaster Million Live! Theater Days - Nanao Yuriko
- Unmanned War 2099 - Wang Ming Ling[43]
- Mon Musume ☆ is Reimu - Amaterasu[44]

#### 2018
- Princess Connect! Re:Dive - Kokkoro[45]

#### 2019
- Granblue Fantasy - Kolulu[46]
- Gunvolt Chronicles: Luminous Avenger Ix - Isora
- Girls' Frontline - HS2000, Tipo 4

#### 2020
- Criminal Girls X - Usagi[47]
- Dragalia Lost - Mitsuba
- Dragon Raja - Erii Uesugi[48]

#### 2021
- Honkai: Star Rail! - Fu Xuan
- Nami Eleanorima Drama CD Vol. 3 "Unrequited love" - Haruna Kosaka

#### 2014
- PERFECT IDOL THE MOVIE - Nanao Yuriko
- Futsū no Joshikōsei ga Locodol Yattemita - Usami Nanako[49]

#### 2015
- Idol Master Million Live! Series - Nanao Yuriko

### Tokusatsu/Dramas
- Kamen Rider Zero-One the Movie: RealxTime - Anunciadora Humagear[50]
- Kamen Rider Revice - Lovekov[51]

## Discografía

### Sencillos
| Año  | Canción                          | Posición más alta en oricon | Álbum                                                              |
| ---- | -------------------------------- | --------------------------- | ------------------------------------------------------------------ |
| 2016 | "Awa to Berbene"                 | 20                          |                                                                    |
| 2017 | "Shocking Blue"                  | 20                          | Armed Girl's Machiavellism Opening Theme Shocking Blue - EP (2017) |
| 2018 | "Mamoritaimono no tameni"        | 26                          |                                                                    |
| 2018 | "Película Koi ha"                | 21                          |                                                                    |
| 2019 | "Latido del corazón de Hirameki" | 15                          |                                                                    |
| 2020 | "Saqueador"                      | 19                          |                                                                    |
| 2020 | "kokou no hikari Lonely dark"    | 7                           |                                                                    |
| 2021 | "No.6"                           |                             |                                                                    |

### Álbum
| Año  | Título                | Posición más alta en oricon |
| ---- | --------------------- | --------------------------- |
| 2017 | "Suisai 〜aquaveil〜" | 23                          |
| 2019 | "PopSkip"             | 12                          |